# 衍庆功臣
衍庆功臣，金朝将开国功臣画像置于金中都（今北京）的太庙衍庆宫圣武殿，史称“衍庆功臣”。
金世宗以金太祖、金太宗创业艰难，以当时勋业最著名的功臣，于衍庆宫绘功臣图像：辽王完颜斜也、金源郡王完颜撒改、辽王完颜宗干、秦王完颜宗翰、宋王完颜宗望、梁王完颜宗弼、金源郡王完颜习不失、金源郡王完颜斡鲁、金源郡王完颜希尹、金源郡王完颜娄室、楚王完颜宗雄、鲁王完颜阇母、金源郡王完颜银术可、隋国公完颜阿离合懑、金源郡王完颜忠、豫国公完颜蒲家奴、金源郡王完颜撒离喝、兗国公刘彦宗、特进完颜斡鲁古、齐国公韩企先，特进完颜习室，一共二十一人。
再定衍庆亚次功臣：代国公完颜欢都，金源郡王完颜石土门，徐国公完颜浑黜，郑国公完颜谩都诃，濮国公完颜石古乃，济国公完颜蒲查，韩国公斜卯阿里，元帅左监军完颜拔离速，鲁国公蒲察石家奴，银青光禄大夫完颜蒙适，随国公完颜活女，特进完颜突合速，齐国公徒单婆卢火，开府仪同三司乌延蒲卢浑，仪同三司完颜阿鲁补，镇国上将军乌林答泰欲，太师领三省事完颜勖，太傅大㚖，大兴尹赤盏晖，金吾卫上将军耶律马五，骠骑卫上将军韩常，左副元帅行台左丞相完颜阿离补。
后再以张浩、纥石烈志宁、纥石烈良弼、仆散忠义、石琚、徒单克宁六人在绘图衍庆宫。